# Lanxangia tuberculata
Lanxangia tuberculata là một loài thực vật có hoa trong họ Gừng. Loài này được Ding Fang mô tả khoa học đầu tiên năm 1978 dưới danh pháp Amomum tuberculatum. Năm 2018, Mark Fleming Newman và Jana Leong-Škorničková chuyển nó sang chi mới thiết lập là Lanxangia.

## Tên gọi
Tên gọi tiếng Trung là 德保豆蔻  (Đức Bảo đậu khấu), lấy theo tên huyện Đức Bảo, địa cấp thị Bách Sắc, khu tự trị Quảng Tây.

## Phân bố và môi trường sống
Loài này được tìm thấy tại khu tự trị Quảng Tây, Trung Quốc.
Môi trường sống là rừng, ở cao độ đến 1.500-1.600 m.

## Mô tả
Cây cao 70–80 cm. Lưỡi bẹ nguyên, 2–5 mm; cuống lá đến 3 cm; phiến lá hình trứng hoặc hình mũi mác, 5-45 × 2,5–8 cm, nhẵn nhụi, đáy thuôn tròn hoặc hình nêm, đỉnh hình đuôi. Cành hoa hình trứng ngược, khoảng 30 hoa; cuống ôm sát mặt đất, 1,5-7,5 cm; lá bắc màu đỏ, hình mũi mác, 3,3-3,9 × 0,8-1,2 cm; lá bắc con màu đỏ với đỉnh ánh vàng, hình ống, khoảng 2 cm. Đài hoa màu đỏ, đỉnh hơi vàng, dài 2,7–3 cm, xẻ 1 bên, đỉnh 2-3 răng. Ống tràng hoa 2,3-2,5 cm; các thùy thuôn dài, khoảng 3 cm × 6–7 mm, thùy trung tâm màu vàng với các đốm màu tía, rộng 1-1,2 cm. Không có nhị lép ở bên. Cánh giữa môi dưới có gân màu đỏ ở mỗi bên của gân giữa, hình trứng ngược, 2,8-3,2 × 1,5-1,7 cm, rậm mấu về phía họng, phần gốc hợp sinh với chỉ nhị tạo thành ống khoảng 3 mm, mép phía xa quăn, đỉnh nguyên. Chỉ nhị khoảng 1,1 cm; phần phụ liên kết màu hơi vàng, 3 thùy, thùy trung tâm 6-7 × 5–7 mm. Quả nang gần hình cầu, đường kính 1,2-1,7 cm, 3 góc không rõ nét. Ra hoa tháng 5, tạo quả tháng 9.